# Cho Yong-hyung
Cho Yong-hyung (조용형?, 趙容衡?; Incheon, 3 novembre 1983) è un allenatore di calcio ed ex calciatore sudcoreano, di ruolo difensore.